# Signerödsvallen
Signerödsvallen (Signerödsplanen) är tillsammans med Lanevallen IFK Lanes två anläggningar för fotboll. Signerödsvallen anlades 1939 av IFK Lane-Ryr och senare tillkom även en liten klubblokal med dusch, omklädningsrum och bastu. Denna klubblokal revs och ersattes med en ny större lokal med bland annat samlingslokal, flera omklädningsrum och kiosk. Den ursprungliga fotbollsplanen från 1939 har kompletterats med ytterligare en gräsyta och nu kan upp till fem ungdomsmatcher spelas samtidigt. Det är på Signerödsvallen fotbollsturnering Lanebollen arrangeras - vanligtvis strax innan höstterminens skolstart.